# Rasmus Videbæk
Rasmus Videbæk (født 21. februar 1973 i København) er en dansk filmfotograf.
Rasmus Videbæk gik på Nørre Gymnasium i København. Derefter gik han på Den Europæiske Filmhøjskole i Ebeltoft for at blive instruktør, inden han i 1999 afsluttede sine studier på Den Danske Filmskole. Inden han debuterede som fotograf for en spillefilm i 2003 med Se til venstre, der er en Svensker og den islandske Nói Albínói, lavede han udelukkende kortfilm.
Siden er han blevet etableret som filmfotograf. Han er som fotograf nomineret og præmieret ved adskillige danske og internationale filmpriser, herunder den norske Amanda og den islandske Edda. For sit kameraarbejde på Hans Petter Molands Ud og stjæle heste blev han tildelt Sølvbjørnen for enestående kunstnerisk præstation ved Berlinalen i 2019.
Videbæk har haft et mangeårigt samarbejde med især den danske instruktør Nikolaj Arcel. Han var fotograf på bl.a. Arcels film Kongekabale (2004) De fortabte sjæles ø (2007), Sandheden om mænd (2010), den Hollywood-producerede The Dark Tower og Bastarden (2023).

## Filmografi (udvalg)
- 2003: Se til venstre, der er en svensker
- 2003: Noi Albínói
- 2004: Kongekabale
- 2005: Mørke
- 2007: De fortabte sjæles ø
- 2009: Det gode hjerte
- 2010: Sandheden om mænd
- 2012: En kongelig affære
- 2014: Kapgang
- 2015: Virgin Mountain
- 2015: Lang historie kort
- 2017: The Dark Tower
- 2018: 12 Strong
- 2019: Ud og stjæle heste
- 2021: Margrete den første
- 2022: Rose
- 2022-23: Episoder i sæson 5 og 6 af The Crown
- 2023: Bastarden